# امبیا (ایندیانا)
امبیا، ایندیانا (به انگلیسی: Ambia, Indiana) یک منطقهٔ مسکونی در ایالات متحده آمریکا است که در ایندیانا واقع شده‌است.

## خصوصیات
امبیا ۰٫۳۹ کیلومترمربع مساحت و ۲۳۹ نفر جمعیت دارد و ۲۲۳ متر بالاتر از سطح دریا واقع شده‌است.